# Sébastien Bassong
Pour les articles homonymes, voir Bassong.
Sébastien Bassong, né le 9 juillet 1986 à Paris, est un footballeur international camerounais qui évolue au poste de défenseur entre 2005 et 2020.

## Biographie

### En club
Préformé à l'INF Clairefontaine, il est présent dans le documentaire À la Clairefontaine diffusé sur Canal+. Il rejoint FC Metz en 2002 et joue son premier match de Ligue 1 le 20 août 2005 face au RC Strasbourg.
Le 29 juillet 2008, il signe un contrat avec l'équipe anglaise de Newcastle United. Il dispute son premier match avec son nouveau club le 26 août suivant contre Coventry City lors d'une rencontre de League Cup.
En 2009, il s'engage en faveur de Tottenham Hotspur. Lors de la première journée de Premier League, Bassong joue son premier match officiel avec le club londonien le 16 août 2009 face au Liverpool FC. Il inscrit par la même occasion son premier but avec les Spurs qui donne la victoire aux siens (2-1).
Le 31 janvier 2012, il est prêté jusqu'à la fin de la saison à Wolverhampton. Il prend part à 9 matchs de championnat avant de réintégrer l'effectif des Spurs à l'issue de la saison.
En manque de temps de jeu à Londres, Bassong signe un contrat de trois ans en faveur de Norwich City le 21 août 2012,. Ne rentrant pas dans les plans de Neil Adams, il est prêté à Watford le 9 octobre 2012 pour trouver du temps de jeu.
Le 25 octobre 2018, il s'engage avec Peterborough United, qui évolue alors en EFL League One.

### En sélection
Convoité par le Cameroun pour les jeux de la Francophonie de décembre 2005, Sébastien Bassong est finalement pré-sélectionné en équipe de France des moins de 20 ans pour le Tournoi de Toulon en 2006. Il est ensuite retenu en équipe de France espoirs à deux reprises en 2007, notamment pour un match amical contre la Suisse.
Avant de faire le choix de jouer en équipe de France, il avait pourtant déclaré : « Vous savez, même si je suis né en France, mon cœur bat pour les Lions. Mon cœur est camerounais, la question ne se pose pas. Je suis Camerounais ».
En 2009, il opte finalement pour la nationalité sportive camerounaise et honore sa première sélection en A le 12 août de la même année face à l'Autriche (victoire 0-2). 
En janvier 2010, le sélectionneur national Paul Le Guen décide de ne pas sélectionner Bassong pour la Coupe d'Afrique des nations. Il participe cependant à la Coupe du monde en Afrique du Sud quelques mois plus tard. Les Lions Indomptables sont éliminés dès le premier tour de la compétition.

## Statistiques
| Saison                | Club                  | Championnat           | Championnat | Championnat | Coupe(s) nationale(s) | Coupe(s) nationale(s) | Compétition(s) continentale(s) | Compétition(s) continentale(s) | Compétition(s) continentale(s) | Cameroun | Cameroun | Total | Total |
| Saison                | Club                  | Division              | M.          | B.          | M.                    | B.                    | Comp.                          | M.                             | B.                             | M.       | B.       | M.    | B.    |
| 2005-2006             | FC Metz               | Ligue 1               | 23          | 0           | 1                     | 0                     | -                              | -                              | -                              | -        | -        | 24    | 0     |
| 2006-2007             | FC Metz               | Ligue 2               | 37          | 1           | 3                     | 0                     | -                              | -                              | -                              | -        | -        | 40    | 1     |
| 2007-2008             | FC Metz               | Ligue 1               | 19          | 0           | 5                     | 0                     | -                              | -                              | -                              | -        | -        | 24    | 0     |
| 2008-2009             | Newcastle United      | Premier League        | 30          | 0           | 4                     | 0                     | -                              | -                              | -                              | -        | -        | 34    | 0     |
| 2009-2010             | Tottenham Hotspur     | Premier League        | 28          | 1           | 10                    | 0                     | -                              | -                              | -                              | 9        | 0        | 47    | 1     |
| 2010-2011             | Tottenham Hotspur     | Premier League        | 12          | 1           | 3                     | 0                     | C1                             | 5                              | 1                              | 5        | 0        | 25    | 2     |
| 2011-2012             | Tottenham Hotspur     | Premier League        | 5           | 0           | 2                     | 0                     | C3                             | 6                              | 0                              | 2        | 0        | 15    | 0     |
| 2011-2012             | Wolverhampton (prêt)  | Premier League        | 9           | 0           | -                     | -                     | -                              | -                              | -                              | -        | -        | 9     | 0     |
| 2012-2013             | Norwich City          | Premier League        | 34          | 3           | 1                     | 0                     | -                              | -                              | -                              | -        | -        | 35    | 3     |
| Total sur la carrière | Total sur la carrière | Total sur la carrière | 197         | 7           | 29                    | 0                     | -                              | 11                             | 1                              | 16       | 0        | 253   | 8     |

## Palmarès
- Champion de France de Ligue 2 en 2007 avec le FC Metz.